# Yoshimuraïta
La yoshimuraïta és un mineral de la classe dels silicats, que pertany al grup de la bafertisita. Va rebre el seu nom l'any 1961 per Takeo Watanabe, Yoshio Takeuchi i Jun Ito en honor de Toyofumi Yoshimura, professor de mineralogia de la Universitat de Kyushu (Japó).

## Característiques
La yoshimuraïta és un silicat de fórmula química Ba₂Mn₂Ti(Si₂O₇)(PO₄)O(OH). Cristal·litza en el sistema triclínic. Es troba en forma de cristalls tabulars, aplanats, de fins a 5 centímetres. La seva duresa a l'escala de Mohs és 4,5.
Segons la classificació de Nickel-Strunz, la yoshimuraïta pertany a «09.BE - Estructures de sorosilicats, amb grups Si₂O₇, amb anions addicionals; cations en coordinació octaèdrica [6] i major coordinació» juntament amb els següents minerals: wadsleyita, hennomartinita, lawsonita, noelbensonita, itoigawaïta, ilvaïta, manganilvaïta, suolunita, jaffeïta, fresnoïta, baghdadita, burpalita, cuspidina, hiortdahlita, janhaugita, låvenita, niocalita, normandita, wöhlerita, hiortdahlita I, marianoïta, mosandrita, nacareniobsita-(Ce), götzenita, hainita, rosenbuschita, kochita, dovyrenita, baritolamprofil·lita, ericssonita, lamprofil·lita, ericssonita-2O, seidozerita, nabalamprofil·lita, grenmarita, schüllerita, lileyita, murmanita, epistolita, lomonossovita, vuonnemita, sobolevita, innelita, fosfoinnelita, quadrufita, polifita, bornemanita, xkatulkalita, bafertisita, hejtmanita, bykovaïta, nechelyustovita, delindeïta, bussenita, jinshajiangita, perraultita, surkhobita, karnasurtita-(Ce), perrierita-(Ce), estronciochevkinita, chevkinita-(Ce), poliakovita-(Ce), rengeïta, matsubaraïta, dingdaohengita-(Ce), maoniupingita-(Ce), perrierita-(La), hezuolinita, fersmanita, belkovita, nasonita, kentrolita, melanotekita, til·leyita, kil·lalaïta, stavelotita-(La), biraïta-(Ce), cervandonita-(Ce) i batisivita.

## Formació i jaciments
Va ser descoberta l'any 1959 a la mina Noda-Tamagawa, a Noda-mura, Kunohe-gun, a la prefectura d'Iwate (Regió de Tohoku, Honshū, Japó). També a l'illa de Honshu, ha estat trobada a la mina Tanohata (Shimohei-gun, Regió de Tohoku) i a la mina Taguchi (Shidara-cho, Regió de Chubu). Sol trobar-se associada a altres minerals com: richterita, rodonita, feldespat, riebeckita, aegirina-augita i quars.